# Thalatte

Dans la mythologie grecque, Thalatte ou Thallo (en grec ancien Θαλλώ, « Celle qui apporte les fleurs ») est la fille de Zeus et Thémis. Elle est l'une des cinq Heures et correspond au solstice d'hiver. Elle est chargée, avec sa sœur Carpo, de veiller aux fleurs et aux fruits.
La mythologie grecque ne reconnut d'abord que trois Heures ou trois Saisons : le Printemps, l’Été et l'Hiver. Ensuite, quand on y ajouta l'Automne et le solstice d'hiver, c'est-à-dire sa partie la plus froide, la mythologie créa deux nouvelles Heures, Carpo (ou Xarpo) et Thalatte (ou Thallo), qu'elle établit pour veiller aux fruits et aux fleurs. Enfin, quand les Grecs partagèrent le jour en douze parties égales, les poètes multiplièrent le nombre des Heures jusqu'à douze, employées au service de Jupiter, et les nommèrent les douze sœurs.
À Athènes, deux Heures (Thallo, l'Heure du printemps, et Carpo, l'Heure de l'automne) apparaissent également dans les rites de l'Attique notés par Pausanias au IIe siècle apr. J.-C.,.